# Borut Božič

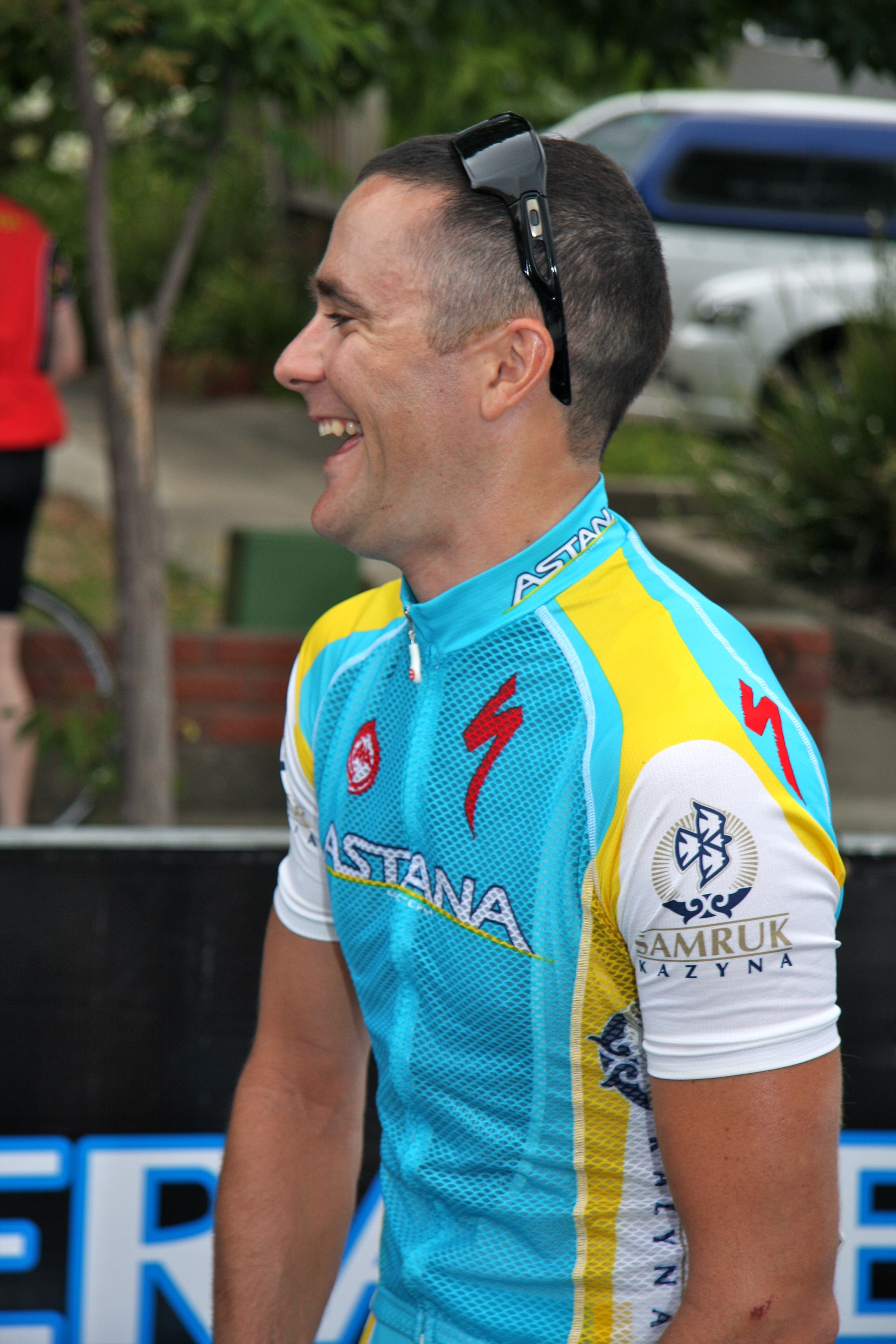
Borut Božič i Astana Team under Tour Down Under 2012.

Borut Božič, född 8 augusti 1980 i Idrija i Jugoslavien, är en slovensk professionell tävlingscyklist. Han är framförallt känd som spurtare.

## Karriär
Borut Božič blev professionell 2004 med det slovenska stallet Perutnina Ptuj och han fortsatte tävla med dem till början av säsongen 2007 när han blev kontrakterad av Team LPR. Året därpå tävlade slovenen för det svenskägda stallet Cycle Collstrop. När Cycle Collstrop lade ned stallet efter säsongen blev han kontrakterad av det nederländska stallet Vacansoleil Pro Cycling Team.
Božič vann Tour de Wallonie 2007 före Frédéric Gabriel och Pietro Caucchioli. Han slutade också trea på etapp 4 av tävlingen.
Under säsongen 2008 vann Božič etapp 5 av Étoile de Bessèges, etapp 4 av Vuelta a Andalucia (Ruta del Sol) samt etapp 2 av Delta Tour Zeeland. Božič vann också de slovenska nationsmästerskapens linjelopp vilket gjorde att han blev uttagen till Sloveniens trupp till de Olympiska sommarspelen 2008 i Peking. Božič avslutade dock inte det sistnämnda loppet.
Božič slutade tvåa på etapp 2 av Tour de Picardie bakom Romain Feillu i maj 2009. Senare samma månad slutade han trea på etapp 1 av Belgien runt bakom Sergej Ivanov och Graeme Brown. Han vann sedan etapp 2 och 3 av det belgiska etapploppet. Božič slutade på andra plats i etapp 2 av Ster Elektrotoer bakom André Greipel. På etapp 4 slutade den slovenske cyklisten bakom Philippe Gilbert och Allan Davis på den nederländska tävlingen. När tävlingen var över stod det klart att slovenen hade slutat trea i tävlingen bakom Gilbert och Niki Terpstra. Božič vann etapp 1 av Polen runt 2009 i huvudstaden Warszawa. Efter det vann han även etapp 1 av Tour du Limousin.
I augusti 2009 slutade Božič på andra plats på etapp 3 av Vuelta a España 2009 bakom Greg Henderson. Han vann senare etapp 6, med målgång i Xàtiva, av det spanska etapploppet. Božič tog tredje platsen på etapp 21, den sista etappen, bakom André Greipel och Daniele Bennati. Božič rundade av säsongen 2009 genom att sluta på tredje plats på Paris-Tours bakom belgarna Philippe Gilbert och Tom Boonen.

## Meriter
2004
1:a, etapp 2, Jadranska Magistrala
1:a, etapp 2, Slovenien runt
etapp 3
1:a, etapp 6, Serbien runt
2:a, GP Krka
3:a, Jadranska Magistrala
3:a, Omloop Wase Scheldeboorden
2005
1:a, Jadranska Magistrala
1:a, etapp 3, Tour de l'Avenir
2:a, etapp 3, Vuelta a Cuba
etapp 11b
etapp 12
2:a, Trofej Plava Laguna 1
2:a, etapp 2, Tour de l'Avenir
3:a, prolog, Jadranska Magistrala
2006
1:a, etapp 4, Vuelta a Cuba
etapp 11b
etapp 13
1:a, Jadranska Magistrala
prologen
1:a, etapp 1, Circuit des Ardennes
1:a, etapp 1, Olympia's Tour
etapp 2
etapp 7
1:a, etapp 1, Slovenien runt
etapp 4
2:a, etapp 2, Vuelta a Cuba
etapp 3
etapp 9
2:a, etapp 1, Jadranska Magistrala
2:a, Circuit des Ardennes
3:a, etapp 5, Vuelta a Cuba
3:a, Trofej Plava Laguna 1
3:a, etapp 4, Olympia's Tour
etapp 8
2007
1:a, GP Kranj
1:a, Tour de la Région Wallonne
1:a, etapp 3, Irland runt
2:a, etapp 2, Romandiet runt
2:a, etapp 5, Slovenien runt
3:a, etapp 4, Tour de la Région Wallonne
2008
1:a, etapp 5, Étoile de Bessèges
1:a, etapp 4, Vuelta a Andalucia (Ruta del Sol)
1:a, etapp 2, Delta Tour Zeeland
1:a,  Nationsmästerskapens linjelopp
2:a, etapp 4, Étoile de Bessèges
3:a, etapp 2, Étoile de Bessèges
3:a, etapp 3b, De Panne tredagars
3:a, etapp 1, Luxemburg runt
3:a, etapp 5, Eneco Tour
2009
1:a, etapp 2, Belgien runt
1:a, etapp 3, Belgien runt
1:a, etapp 1, Polen runt
1:a, etapp 1, Tour du Limousin
1:a, etapp 6, Vuelta a España 2009
2:a, etapp 2, Tour de Picardie
2:a, etapp 2, Ster Elektrotoer
2:a, etapp 3, Vuelta a España
3:a, etapp 1, Belgien runt
3:a, Ster Elektrotoer
3:a, etapp 4, Ster Elektrotoer
3:a, etapp 21, Vuelta a España
3:a, Paris-Tours
2012
1:a,  Nationsmästerskapens linjelopp

## Stall
- Perutnina Ptuj 2004–2006
- Team LPR 2007
- Cycle Collstrop 2008
- Vacansoleil Pro Cycling Team 2009–2011
- Astana Team 2012–